# Municipio de Van Buren (condado de Brown)
El municipio de Van Buren (en inglés: Van Buren Township) es un municipio ubicado en el condado de Brown en el estado estadounidense de Indiana. En el año 2010 tenía una población de 2008 habitantes y una densidad poblacional de 8,88 personas por km².

## Geografía
Según la Oficina del Censo de los Estados Unidos, tiene una superficie total de 226.18 km², de la cual 225,85 km² corresponden a tierra firme y (0,14 %) 0,33 km² es agua.

## Demografía
Según el censo de 2010, había 2008 personas residiendo. La densidad de población era de 8,88 hab./km². De los 2008 habitantes, estaba compuesto por el 97,61 % blancos, el 0,1 % eran afroamericanos, el 0,05 % eran amerindios, el 0,3 % eran asiáticos, el 0,4 % eran de otras razas y el 1,54 % eran de una mezcla de razas. Del total de la población el 1,54 % eran hispanos o latinos de cualquier raza.